# Gunnar Larsson
Carl Gunnar Larsson (ur. 12 maja 1951 w Malmö) – szwedzki pływak. Dwukrotny złoty medalista olimpijski z Monachium.
Specjalizował się w stylu zmiennym. W Monachium zdobył medale na dystansie 200 i 400 metrów. Na drugim dystansie wyprzedził srebrnego medalistę, Amerykanina Tima McKee, o zaledwie 0.002 sekundy. Na premierowych mistrzostwach świata w Belgradzie 1973 zdobył złoto na 200 m. Bił rekordy świata. W 1970, po sukcesach na mistrzostwach Europy w Barcelonie, został uhonorowany nagrodą Svenska Dagbladets guldmedalj.

## Starty olimpijskie
Monachium 1972
- 200 m zmiennym, 400 m zmiennym – złoto